# Daniel Van Ryckeghem
Daniel Van Ryckeghem (Meulebeke, 29 de maig de 1945 — Meulebeke, 26 de maig de 2008) va ser un ciclista belga, que fou professional entre 1966 i 1973. En el seu palmarès destaquen dues victòries d'etapa al Tour de França de 1968, així com tres etapes a la Volta a Catalunya de 1967.

## Palmarès
- 1966
  - 1r al GP Briek Schotte
  - Vencedor d'una etapa al Tour del Nord
- 1967
  - 1r a la Brussel·les-Ingooigem
  - 1r a la Dwars door Vlaanderen
  - 1r a la Kuurne-Brussels-Kuurne
  - 1r a la Rund um den Henninger-Turm
  - Vencedor de 3 etapes a la Volta a Catalunya
  - Vencedor d'una etapa a la Volta a Suïssa
- 1968
  - 1r a l'Omloop van het Zuidwesten
  - Vencedor de 2 etapes al Tour de França
  - Vencedor de 2 etapes a la Volta a Suïssa
  - Vencedor d'una etapa als Quatre dies de Dunkerque
- 1969
  - 1r al Circuit des frontières
  - 1r a la Leeuwse Pijl
  - 1r a l'Omloop van Oost-Vlaanderen
- 1970
  - 1r a la Dwars door Vlaanderen
  - 1r a l'E3 Prijs Vlaanderen
  - 1r a l'Elfstedenronde
  - 1r al Nationale Sluitingsprijs
- 1971
  - 1r al Gran Premi d'Isbergues

### Resultats al Tour de França
- 1968. 46è de la classificació general. Vencedor de 2 etapes
- 1970. 67è de la classificació general
- 1972. Abandona (7a etapa)